# Contea di Botetourt
La contea di Botetourt (in inglese Botetourt County) è una contea dello Stato della Virginia, negli Stati Uniti. La popolazione al censimento del 2000 era di 30 496 abitanti. Il capoluogo di contea è Fincastle.